# The Tower of Lies
The Tower of Lies (Brasil: Castelos de Ilusões / Portugal: No Reino da Quimera) é um filme de drama mudo norte-americano de 1925, dirigido por Victor Sjöström, com base em romance sueco de 1914, Kejsarn av Portugallien (em português: O Imperador de Portugal), de Selma Lagerlöf. Foi a segunda colaboração entre Sjöström, Lon Chaney e Norma Shearer, um ano após o He Who Gets Slapped. Também estrelou William Haines, Ian Keith e Lew Cody. O filme é agora considerado perdido.

## Elenco
- Norma Shearer ... Glory ou Goldie
- Lon Chaney ... Jan
- Ian Keith ... Lars
- Claire McDowell ... Katrina
- William Haines ... August
- David Torrence ... Eric